# Тайна пропавшей переписи (фільм)
Тайна пропавшей переписи — документальний фільм російських режисерів Юрія Заніна і Максима Катушкіна про Перепис населення СРСР 1937 року, знятий 2005 року.

## Зміст
На XVII з'їзді ВКП(б) 1934 року Йосип Сталін заявляв, що кількість населення в першій у світі країні соціалізму на кінець 1933 року становить 168 мільйонів осіб. За прогнозами Держплану, у період другої п'ятирічки населення СРСР мало збільшуватися щороку на 3 мільйони. Очікувалося, що перепис 1937 року дасть таку кількість приросту населення, а можливо й більше.
На початку 1937 року в Радянському Союзі було проведено перепис населення, який мав продемонструвати всьому світу головне досягнення молодої країни Рад — зростання населення за соціалізму. Перепису передувала потужна агітаційна робота, яка проводилася з великим розмахом. Було видано численними накладами брошури та книжки про перепис, проводили лекції. Скрізь підкреслювалося, що на чолі цієї загальнодержавної справи стоїть сам Сталін.
Перепис відбувся, і після підбиття підсумків виявилося, що в країні не 168 мільйонів, а 162 мільйони осіб. Це був настільки жалюгідний результат, що відразу ж після доповіді Сталіну матеріали перепису були засекречені. Постало питання куди поділися шість мільйонів осіб.
Перепис 1937 року було визнано дефектним, фахівці прозвали його розстрільним, оскільки більшість людей, які брали участь у його проведенні, і керівника Івана Адамовича Краваля було розстріляно. Перепис не підтвердив тих результатів, яких від нього очікувала влада Рад. Звідси й така різка реакція.
Ґрунтуючись на нещодавно розсекречених матеріалах і спогадах очевидців, автори фільму розповідають про те, що трапилося з переписом 1937 року, і чому керівники країни намагалися приховати від народу і світової громадськості його результати. Автори фільму також намагаються пояснити куди ж зникли мільйони людей. В контексті України фільм свідчить про масштаби та наслідки Голодомору 1932-33 років.